# 細川利庸
細川 利庸（ほそかわ としつね）は、肥後新田藩の第6代藩主。

## 生涯
宝暦4年（1754年）7月28日、第4代藩主・細川利寛の四男として生まれる。天明元年（1781年）に兄で第5代藩主の利致が死去したため、その養子として跡を継ぎ、同年12月に従五位下、能登守に叙任する。寛政3年（1791年）、藩校・成章館を創設した。
文化2年（1805年）2月17日に死去した。享年52。跡を長男の利国が継いだ。

## 系譜
父母
- 細川利寛（実父）
- 房姫、清寿院 - 細川利恭の娘（実母）
- 細川利致（養父）

正室、継室
- 輝姫 - 内藤頼尚の娘（正室）
- 栄姫 - 南部利雄の娘（継室）

側室
- 全操院
- 恵明院 - 白鳥氏
- イソ
- スミ江
- タヲ
- よりつ
- 村松氏
- 大垣氏

子女
- 細川利国（長男） 生母は全操院
- 細川利愛（次男） 生母は恵明院
- 細川利安（三男） 生母は恵明院
- 細川利和（四男） 生母は大垣氏
- 細川利豊（五男） 生母は大垣氏
- 興津利器（六男） 生母は大垣氏
- 黒沢方利（七男） 生母は大垣氏
- （八男）
- 光容院 - 毛利元義正室、生母は村松氏
- 戸川安民正室、生母は大垣氏